# Batalla de Crisópolis
La batalla de Crisópolis fue un enfrentamiento armado entre los dos coemperadores romanos Constantino I (r. 306-337) y Licinio (r. 308-324), que se libró el 18 de septiembre de 324 en Crisópolis (moderna Üsküdar), localidad cercana a la ciudad de Calcedonia (hoy Distrito de Kadıköy, ubicado en el lado oriental de Estambul en Turquía). Previamente Licinio había sido sitiado en Bizancio y tras la derrota de su armada en la batalla del Helesponto decidió retirar sus tropas a Calcedonia, localizada al otro lado del Bósforo. Las fuerzas constantinianas lo persiguieron y vencieron en Crisópolis, lo cual determinó la consolidación de Constantino como único emperador del Imperio romano y dio fin al periodo de la tetrarquía.

## Antecedentes
La armada de Licinio –que debía resguardar Bizancio– sufrió una derrota en la batalla del Helesponto. Su almirante, Abanto, fue vencido por Crispo, el hijo de Constantino, aunque su flota era significativamente menor. Al día siguiente una tempestad se encargó de destruir al resto de la escuadra que se encontraba todavía anclada en la costa. Tras esta victoria naval Constantino pudo continuar con su plan y utilizó una flotilla de transportes ligeros con el propósito de esquivar las fuerzas del recientemente nombrado coemperador, Martiniano, y se dirigió por el estrecho hacia Asia Menor.
Después de la destrucción de sus fuerzas navales, Licinio evacuó la guarnición de Bizancio y se reunió con la mayor parte de su ejército en Calcedonia, en la orilla asiática del Bósforo, luego, convocó a las fuerzas de Martiniano y a una banda de visigodos –liderados por Aliquaca o Alica– para reforzar a su ejército, debilitado por la anterior derrota en la batalla de Adrianópolis.

## La batalla

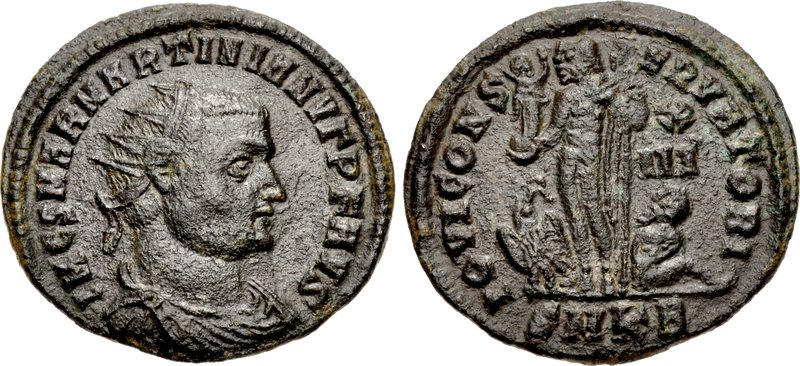
Follis de Martiniano emitido en Cícico

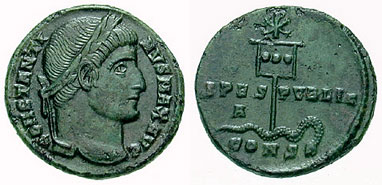
Follis de Constantino I (c. 337), muestra una imagen de su lábaro con el estandarte hiriendo a la serpiente

El ejército de Constantino desembarcó en la orilla asiática del Bósforo, en un lugar llamado «Promontorio sagrado» y marchó hacia el sur en dirección a Calcedonia. Licinio trasladó su ejército unos kilómetros al norte, en dirección a Crisópolis. Sin embargo, las tropas constantinianas llegaron a las afueras de dicha ciudad antes que arribaran las de Licinio. Tras retirarse a su tienda de campaña para buscar la guía divina, Constantino decidió tomar la iniciativa.
El aspecto religioso del conflicto se reflejó en el hecho de que las tropas de Licinio usaban las imágenes de los dioses paganos de Roma, mientras que las fuerzas de Constantino combatieron bajo el estandarte cristiano o lábaro. Licinio había desarrollado un recelo supersticioso en contra del lábaro y prohibió a sus tropas atacarlo o siquiera mirarlo.
Constantino aparentemente evitó usar maniobras sutiles y puso en marcha un único asalto masivo y frontal contra las tropas licinianas, con el que las puso en fuga. El historiador Zósimo (siglos V-VI) escribió: «hubo una gran matanza en Crisópolis». Las bajas del ejército de Licinio se habrían cifrado entre veinticinco y treinta mil muertos, a los que se sumaron muchos miles que desertaron o huyeron. Este último consiguió escapar y posteriormente llegó a reunir cerca de treinta mil soldados supervivientes en la ciudad de Nicomedia.

## Consecuencias

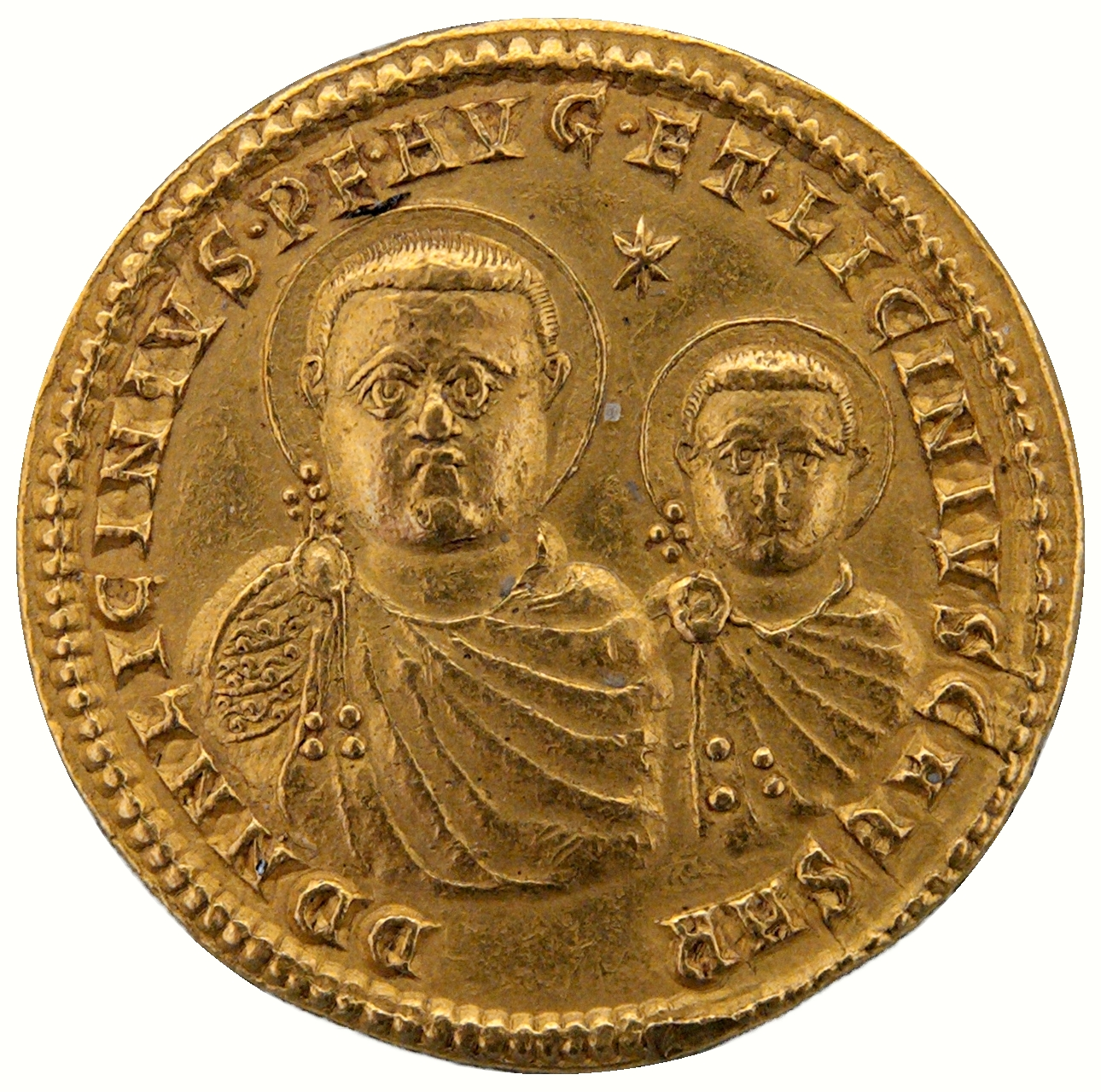
Licinio y su hijo Licinio II con halos, en una moneda de oro de 320 acuñada en Nicomedia

Al reconocer que las tropas que todavía le restaban en Nicomedia no resistirían otro enfrentamiento con el victorioso ejército constantiniano, Licinio fue persuadido de entregarse a la merced de su enemigo. Constancia, esposa de Licinio y media hermana de Constantino, y el obispo Eusebio de Nicomedia actuaron como intermediarios y Constantino atendió a sus pedidos, por lo que perdonó la vida de su cuñado y lo encarceló en Tesalónica bajo una especie de arresto domiciliario. 
Poco tiempo más  tarde, cuando Licinio trató de reclutar a algunos bárbaros para volver a formar un ejército, Constantino ordenó su ejecución, según relataron Filostorgio y Sócrates de Constantinopla; previamente, había hecho lo propio con el antiguo coemperador de aquel, Martiniano. Otros testimonios, como el de Eutropio o Jerónimo, fueron por contra críticos con Constantino por mandar matar a Licinio incumpliendo, así, el juramento dado con anterioridad. Un año después, sería el hijo de este y sobrino de Constantino, el joven Licinio II, la nueva víctima de las sospechas su tío.
Con la desaparición de su sobrino, Constantino se convirtió en el único emperador del Imperio romano, el primero desde la elevación de Maximiano al estatuto de Augusto por Diocleciano en abril de 286. Tras la conquista de la parte oriental del Imperio Romano, Constantino tomó una de las decisiones que lo hizo más famoso: darle a esa parte del imperio una capital propia y transformarla en la segunda capital imperial. Para tal efecto decidió que Bizancio fuera rebautizada como Constantinopla.